# Cladonota lopezi
Cladonota lopezi är en insektsart som beskrevs av Strümpel 1973. Cladonota lopezi ingår i släktet Cladonota och familjen hornstritar. Inga underarter finns listade i Catalogue of Life.